# Branis
Branis (în arabă البرانس) este o comună din provincia Biskra, Algeria.
Populația comunei este de 4.273 de locuitori (2008).